# Baby Don't You Do It
Baby Don't You Do It est une chanson enregistrée par Marvin Gaye en 1964.

## Caractéristiques
Les paroles évoquent la complainte d'un homme à sa dulcinée, pensant que son amour n'est pas pris en compte par cette dernière alors qu'il fait tout ce qui est en son pouvoir. Elle a été écrite par l'équipe de songwriters Holland, Dozier & Holland, et atteignit la 27e place du Billboard.

## Reprises
The Small Faces ainsi que The Band ont repris cette chanson. Un autre groupe anglais, The Who, a joué de nombreuses fois cette chanson en 1964-1965. Quelques années plus tard, lors des séances de l'album Who's Next à New York, ils reprirent à nouveau cette chanson, avec Leslie West du groupe Mountain en invité à la guitare. Cette chanson parut d'abord en single, en face B de Join Together, puis sur les bonus de Who's Next, et enfin sur l'édition deluxe de ce même album.

## Sources et liens
- (en) Cet article est partiellement ou en totalité issu de l’article de Wikipédia en anglais intitulé « Baby Don't You Do It » (voir la liste des auteurs).
- Notes sur les Who